# Omar Jagne
Omar Jagne (Bakau, 10 giugno 1992) è un ex calciatore gambiano, di ruolo attaccante.

## Carriera

### Club
Ha giocato tra la seconda e la sesta divisione svedese.

### Nazionale
Tra il 2015 e il 2016 ha giocato 4 partite con la nazionale gambiana, realizzandovi anche una rete.

## Statistiche

### Cronologia presenze e reti in nazionale
| Cronologia completa delle presenze e delle reti in nazionale ― Gambia | Cronologia completa delle presenze e delle reti in nazionale ― Gambia | Cronologia completa delle presenze e delle reti in nazionale ― Gambia | Cronologia completa delle presenze e delle reti in nazionale ― Gambia | Cronologia completa delle presenze e delle reti in nazionale ― Gambia | Cronologia completa delle presenze e delle reti in nazionale ― Gambia | Cronologia completa delle presenze e delle reti in nazionale ― Gambia | Cronologia completa delle presenze e delle reti in nazionale ― Gambia |
| Data                                                                  | Città                                                                 | In casa                                                               | Risultato                                                             | Ospiti                                                                | Competizione                                                          | Reti                                                                  | Note                                                                  |
| --------------------------------------------------------------------- | --------------------------------------------------------------------- | --------------------------------------------------------------------- | --------------------------------------------------------------------- | --------------------------------------------------------------------- | --------------------------------------------------------------------- | --------------------------------------------------------------------- | --------------------------------------------------------------------- |
| 9-6-2015                                                              | Kampala                                                               | Uganda                                                                | 1 – 1                                                                 | Gambia                                                                | Amichevole                                                            | 1                                                                     |                                                                       |
| 6-9-2015                                                              | Bakau                                                                 | Gambia                                                                | 0 – 1                                                                 | Camerun                                                               | Qual. Coppa d'Africa 2017                                             | -                                                                     |                                                                       |
| 25-3-2016                                                             | Nouakchott                                                            | Mauritania                                                            | 2 – 1                                                                 | Gambia                                                                | Qual. Coppa d'Africa 2017                                             | -                                                                     |                                                                       |
| 29-3-2016                                                             | Bakau                                                                 | Gambia                                                                | 0 – 0                                                                 | Mauritania                                                            | Qual. Coppa d'Africa 2017                                             | -                                                                     |                                                                       |
| Totale                                                                |                                                                       | Presenze                                                              | 4                                                                     |                                                                       | Reti                                                                  | 1                                                                     |                                                                       |